# Marcelino, pan y vino (animación)
Marcelino Pan y Vino (publicada con el título マルセリーノ?, Maruserīno en Japón)  fue la primera serie animada basada en la novela homónima del escritor español José María Sánchez Silva, la cual también se inspiró en la Película Marcelino Pan y Vino del 55. Creada en el 2000 se trata de una coproducción internacional entre la japonesa Nippon Animation, la francesa PMMP y TF1, la española VIP TOONS y RTVE, RAI italiana, Televisa mexicana y la americana Universal Televisión. 
El diseño de los personajes estuvo a cargo de José Luis Moro conocido por el diseño de la calabaza Ruperta del famoso concurso "Un, dos, tres..." y de la Familia Telerín. 
La primera temporada compuesta por 26 episodios se produjo entre 1999 y 2000 y fue adaptada a siete idiomas: italiano, alemán, inglés, francés, español, portugués y tagalo.
Posteriormente, Nippon Animation produjo una segunda serie del anime, de 26 episodios en 2004. También se produjo una tercera temporada en 2010, nuevamente con 26 episodios.

## Trama
Marcellino es un niño de cinco años. Nacido en una noche llamada la noche de las mil lunas, que según las leyendas confirió al feto habilidades mágicas que le permitían hablar con los animales, fue inmediatamente abandonado frente a la puerta de un monasterio por su madre, una mujer muy pobre. durante una terrible tormenta de nieve y desde ese día los monjes como el Padre Prior, Frai Pappina, Frai Proverbio, Frai Picchio y Frai Din Don se ocuparon de él. A medida que crece, Marcelino descubre que tiene el poder de comunicarse con los animales y decide convertirse en su defensor.
Un día, violando las órdenes de los monjes, Marcelino sube al ático del convento para husmear. Allí encuentra a un hombre colgado de una cruz llamado Jesús: el niño no tiene idea de quién es ese hombre, los monjes aún no le han enseñado y siente compasión por él.
Imaginando que tiene hambre, cada día le lleva a escondidas algo de pan y vino que encuentra en el convento y día tras día crece el cariño de Marcelino por aquel hombre. El mayor deseo de Marcelino es encontrar a su madre y se lo revela al hombre del ático, que ahora se ha convertido en un gran amigo suyo y decide complacerlo en su sexto cumpleaños. A la mañana siguiente, los monjes notan una doble desaparición: tanto el gran crucifijo que habían colocado en el ático como Marcelino se han desvanecido en el aire. En la segunda temporada, Marcelino vuelve a la vida gracias a su madre, que quiere que siga cuidando a los animales.

## Personajes

### Principales
Marcelino: protagonista de la historia es un niño abandonado a las puertas del convento y es criado por los frailes
Candela: Es una especie de hada gitana, amiga de Marcelino.
Los frailes del convento:
- El padre Prior
- Fray Andrés (alias Fray Papilla): el cocinero
- Fray Tomás (alias Fray Talán): el que toca la campana
- Fray Bernardino (alias Fray Pájaro)
- Fray Lorenzo (alias Fray Refrán).

Los animales del convento: Reme (la gallina), Gisela (la cabra), Leo (el perro).
Los animales del bosque: Tata (jilguero), Rufo (el zorro), Iván (el jabalí), Boni (el quebrantahuesos), Conchi (la tortuga), Veleto (el ciervo, rey del bosque), Lola (la lechuza), Lupo (lobo) 
Duque de Mosto: el propietario de las tierras.

### Secundarios
Piero: el mayordomo del duque.
El fantasma de don Diego: fantasma del primer duque de Mosto. Era un hombre que mataba a los animales del bosque y maltrataba a sus criados, por ese motivo está condenado a vagar por el castillo durante 300 años.
La duquesa: prima del duque de Mosto.
Marina: sobrina del Duque.
Don Mateo: el veterinario.
Jueves: es un mago que pierde la memoria, tiene una chistera y un reloj de oro con el que pude hipnotizar.

## Capítulos

### Temporada 1
| Episodio (serie) | Episodio (temporada) | Título                            | Fecha de emisión |
| ---------------- | -------------------- | --------------------------------- | ---------------- |
| 1                | 1                    | «El hogar»                        | —                |
| 2                | 2                    | «El desayuno del Duque»           | —                |
| 3                | 3                    | «El Rey del Bosque»               | —                |
| 4                | 4                    | «El acróbata»                     | —                |
| 5                | 5                    | «La mosca africana»               | —                |
| 6                | 6                    | «La gallina de los huevos de oro» | —                |
| 7                | 7                    | «La Duquesita Marina»             | —                |
| 8                | 8                    | «Todo un caballero»               | —                |
| 9                | 9                    | «La gran cacería»                 | —                |
| 10               | 10                   | «La rebelión de los animales»     | —                |
| 11               | 11                   | «Un día es un día»                | —                |
| 12               | 12                   | «Jueves»                          | —                |
| 13               | 13                   | «Todos eran niños»                | —                |
| 14               | 14                   | «El reloj del mago»               | —                |
| 15               | 15                   | «Casio el leñador»                | —                |
| 16               | 16                   | «El doctor Mateo»                 | —                |
| 17               | 17                   | «Una trampa en el bosque»         | —                |
| 18               | 18                   | «La gallina Reme»                 | —                |
| 19               | 19                   | «Cuestión de tamaño»              | —                |
| 20               | 20                   | «El globo»                        | —                |
| 21               | 21                   | «El mundo de las tinieblas»       | —                |
| 22               | 22                   | «Mi amigo el fantasma»            | —                |
| 23               | 23                   | «El mar»                          | —                |
| 24               | 24                   | «La Isla desierta»                | —                |
| 25               | 25                   | «El niño de las mil lunas»        | —                |
| 26               | 26                   | «Un día muy especial»             | —                |